# 坂上&指原のつぶれない店
『坂上&指原のつぶれない店』（さかがみアンドさしはらの つぶれないみせ）は、2017年よりTBS系列で放送されているバラエティ番組。坂上忍と指原莉乃の冠番組でもある。
当初は、『坂上&指原のつぶれそうなのにつぶれない店』と題して特別番組として2度放送された後、2018年4月22日よりレギュラー番組として毎週日曜のゴールデン帯で放送されている。

## 概要
本番組は当初、「一見、繁盛している様に見えない」「客があまり入っていない」「一時話題になったけど最近見かけないなど、傍目から『いつ閉店してもおかしくない』風に見える店」に密着し、どうやって利益を出しているかに迫り、そのカラクリを解き明かしていくといった番組内容となっていたが、現在は、大型チェーン店や有名店を主な対象とし、各種商品の「売り」や、セールスポイント、経営手法などに焦点を当てた内容となっている。2020年4月以降の放送では通常の企画に加え、新型コロナウイルスの影響を受けている生産者を支援するため、成城石井とのコラボレーションで自社の店舗で販売する商品を選考する企画や、一流企業の社長がさまざまな要因により経営に苦しむ事業者の立て直しに自ら着手する、といった企画も放送されている。
TBS系列の日曜のゴールデン帯では、本番組の開始当初より19時台と20時台の番組とで毎週交互に2時間（放送時間拡大時は2時間半）スペシャルを放送するという編成が取られており、本番組も通常の放送時間での放送実績は、2019年6月16日放送分まで一度もなかった。その後も、20時台の番組も含めた定時編成での放送が複数週にわたるケースは2020年7月5日・7月12日や、同年9月6日 - 9月20日放送分など、ごく一部に留まっている。
2021年1月31日には、本番組のコーナーのひとつである「話題の社長に聞きにくい事を聞いてみた!」が、1時間のスピンオフ番組として放送された（16:00 - 17:00）。坂上・指原を始めとする主な出演者は本番組と同様である。

### 放送時間帯
2018年10月改編より、レギュラー放送開始当初の放送時間帯であった日曜20時台にてドキュメンタリー番組『消えた天才』が新たにスタートするのに伴い、本番組も直前の時間帯である19時台へと移動した。さらに2019年4月改編で開始時刻が18:30へと変更され、放送時間も90分へと拡大となった。
2021年4月改編で直前の18時台後半に『週刊さんまとマツコ』が新たに立ち上げられるのに伴い、本番組も再度19:00スタートの1時間番組に移行。また同番組との接続がステブレレスに戻された。
2022年4月改編で、2020年4月より日曜20時台で放送されていた『バナナマンのせっかくグルメ!!』と放送時間帯を交換する形で、本番組も3年半ぶりに日曜20時台に移動することが発表されている。

## 出演者
MC
- 坂上忍
- 指原莉乃[注 4]

いずれもパイロット版よりMCを担当。
- 田村真子（TBSアナウンサー、2021年6月20日・2022年10月16日・2025年4月20日放送分のみ） - 指原が休養中の代役。

レギュラー
- ヒロミ

主なスタジオゲスト
- 石原良純[注 5]
- 長嶋一茂[注 5]
- カズレーザー

主な調査員（ロケVTR出演）
- ぼる塾 - 含スタジオ出演・商品開発（田辺智加）
- おいでやすこが - 含スタジオ出演・商品開発（こがけん）
- 馬場裕之（ロバート） - 含スタジオ出演・商品開発
- 宮下草薙 - 含スタジオ出演
- コロコロチキチキペッパーズ
- すゑひろがりず
- インディアンス
- 東京ホテイソン
- なすなかにし
- マヂカルラブリー
- 鬼越トマホーク
- 井上咲楽・村重杏奈
- 松村沙友理 - 含スタジオ出演・商品開発
- 河本太（ウエストランド）

専門家
- 岸博幸[注 5]
- 森井じゅん

ナレーション
- 島田敏
- 堀井美香（開始当初はTBSテレビアナウンサー、フリー転身後も引き続き出演）

いずれも2022年11月現在。堀井はパイロット版からナレーションを担当。
- 柴田秀勝（パイロット版でのナレーションも担当）
- 高島雅羅

## ネット局と放送時間
第1期
TBS系列全国28局：日曜 19:00 - 20:00（同時ネット）
第2期
TBS系列全国28局：日曜 20:00 - 20:54（同時ネット）
- 系列外であるABSやFBCでも紹介される地域やお店、企業によっては土日の昼間に単発で放送されるケースあり。